# Tinaminyssus halcyonus
Tinaminyssus halcyonus är en spindeldjursart som först beskrevs av Domrow 1965.  Tinaminyssus halcyonus ingår i släktet Tinaminyssus och familjen Rhinonyssidae. Inga underarter finns listade i Catalogue of Life.